# Горбачёв, Иван Петрович
Иван Петрович Горбачёв (1923—2003) — советский офицер-пехотинец в годы Великой Отечественной войны, Герой Советского Союза (24.03.1945). Подполковник (1975).

## Биография
Иван Горбачёв родился в станице Ивановской Кубано-Черноморской области (сейчас Краснодарский край). В трёхлетнем возрасте потерял мать, после чего его семья переехала в Махачкалу. Здесь же окончил школу в 1939 году, работал учеником токаря и токарем на ремонтно-механическом заводе (ныне Завод имени Магомеда Гаджиева).
В марте 1942 года призван в ряды Красной Армии. Прошёл учёбу в полковой школе связи одной из воинских частей Закавказского фронта в Тбилиси. На фронте с января 1943 года. Воевал командиром отделения автоматчиков в составе 2-й гвардейской воздушно-десантной дивизии Северо-Западном фронте, в Демянской наступательной операции 1943 года. Был дважды ранен в боях 20 февраля и 6 марта 1943 года, в мае 1943 года из госпиталя направлен на учёбу. В 1944 году вступил в ВКП(б).
В мае 1944 года закончил Московское стрелково-миномётное училище, был направлен командиром взвода автоматчиков 170-го гвардейского стрелкового полка 57-й гвардейской стрелковой дивизии 4-го гвардейского стрелкового корпуса 8-й гвардейской армии на 1-м Белорусском фронте. В этом полку воевал до Победы. 
Проявил исключительные отвагу и мужество уже в первом своём крупном сражении в офицерском звании — в Люблин-Брестской фронтовой наступательной операции (составная часть Белорусской стратегической наступательной операции). При форсировании реки Западный Буг 20 июля 1944 года и прорыве немецкой обороны по западному берегу реки первым вброд под огнём перебрался через реку и первым ворвался во главе своего взвода на немецкие позиции. Во время форсирования реки Висла на территории Польши взвод Ивана Горбачёва был выделен в передовой десантный отряд батальона, и вновь он успешно выполнил задачу. Под ураганным огнём взвод форсировал реку, захватил плацдарм и уничтожил наиболее опасные огневые точки противника, чем обеспечил быструю переправу батальона. За эти подвига к началу августа 1944 года был представлен к присвоению звания Героя Советского Союза.
Указом Президиума Верховного Совета СССР от 24 марта 1945 года за образцовое выполнение заданий командования и проявленное мужество и героизм в боях с немецко-фашистскими захватчиками гвардии младшему лейтенанту Горбачёву присвоено звание Героя Советского Союза с вручением ордена Ленина и медали «Золотая Звезда» (№ 5866). Медаль была вручена Маршалом Советского Союза Г. К. Жуковым.
А Иван Горбачёв продолжал сражаться на фронте, участвуя в Висло-Одерской наступательной операции, в сражении за удержание и расширение плацдарма в районе Кюстрина и в Берлинской наступательной операции. Завершил войну участием в штурме Берлина на должности командира роты. К «Золотой Звезде» Героя на груди прибавились ещё три боевых ордена.
Участвовал в Параде Победы 24 июня 1945 года в Москве. В 1946 году окончил курсы усовершенствования офицеров пехоты при штабе Группы советских оккупационных войск в Германии. В ноябре 1946 года гвардии капитан И. П. Горбачёв уволен в запас.
После войны вернулся в станицу Ивановскую, где работал 1-м секретарём райкома комсомола. Тогда же окончил курсы при Краснодарской краевой партийной школе. В 1950 году переехал в город Иваново. Работал токарем на заводе имени Королёва. Окончил Всесоюзный заочный техникум местной промышленности в 1956 году. С 1966 года — секретарь Фрунзенского районного комитета КПСС в Иваново. С 1972 года работал в должности председателя Комитета народного контроля города Иваново. Избирался депутатом Ивановского горсовета. Также вёл и большую общественную работу: был ответственным секретарём Ивановского областного комитета защиты мира и председателем Ивановского городского комитета ветеранов войны и труда.
Умер 14 марта 2003 года, похоронен на Аллее почётных захоронений Балинского кладбища в Иваново.

## Награды
- Герой Советского Союза (24 марта 1945 года)
- Орден Почёта (Российская Федерация, 28 апреля 1995)[4]
- Орден Ленина (24 марта 1945 года)
- Орден Отечественной войны I степени (11 марта 1985 года)[5]
- Орден Отечественной войны II степени (19 марта 1945 года)[6]
- Орден Александра Невского (31 мая 1945 года)[7]
- Орден Красной Звезды (10 декабря 1944 года)[8]
- Орден «Знак Почёта»
- Медали СССР
- «Почётный гражданин города Иваново» (13.05.1988)[9]
- Золотая медаль Советского фонда мира «За укрепление мира» (1991).
- Медали Польши, в том числе:
  - медаль «За Варшаву 1939—1945»
  - медаль «За Одру, Нису и Балтику».

## Память

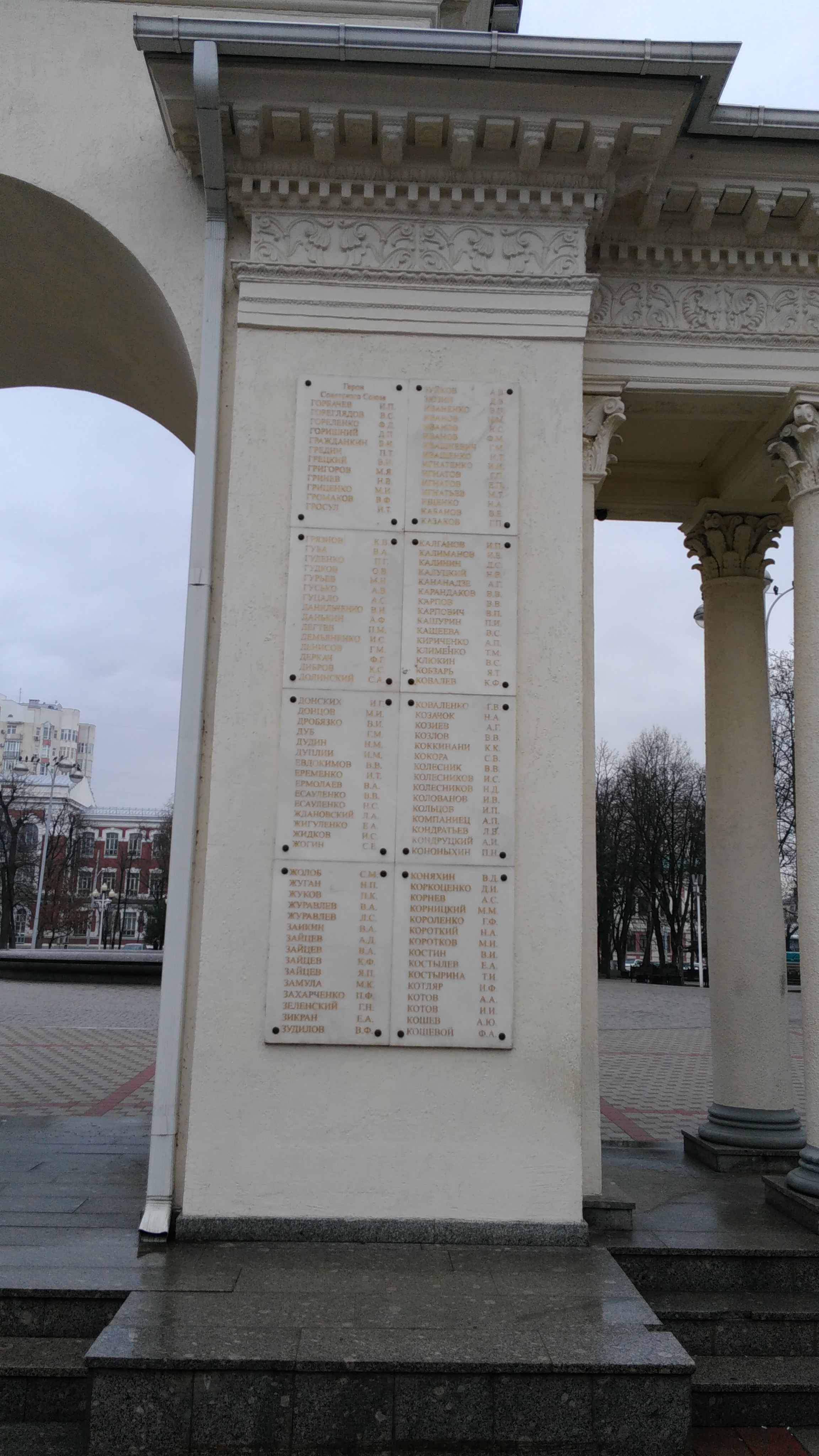
Имя Героя на мемориальной арке в Краснодаре. (Г-К)

- Имя Героя увековечено на мемориальной арке в Краснодаре.
- Имя Героя высечено золотыми буквами в зале Славы Центрального музея Великой Отечественной войны в Парке Победы города Москвы.
- В память о И. П. Горбачёве установлены мемориальные доски на доме по ул. Пушкина в городе Иваново (2005) и на проходной завода имени М. Гаджиева в Махачкале.